# Powiat Siklós
Powiat Siklós (węg. Siklósi járás) – jeden z dziewięciu powiatów komitatu Baranya na Węgrzech. Siedzibą władz jest Siklós.

## Miejscowości powiatu Siklós
- Alsószentmárton
- Babarcszőlős
- Beremend
- Bisse
- Cún
- Csarnóta
- Diósviszló
- Drávacsehi
- Drávacsepely
- Drávapalkonya
- Drávapiski
- Drávaszabolcs
- Drávaszerdahely
- Egyházasharaszti
- Garé
- Gordisa
- Harkány
- Illocska
- Ipacsfa
- Ivánbattyán
- Kásád
- Kémes
- Kisdér
- Kisharsány
- Kisjakabfalva
- Kiskassa
- Kislippó
- Kistapolca
- Kistótfalu
- Kovácshida
- Lapáncsa
- Magyarbóly
- Márfa
- Márok
- Matty
- Nagyharsány
- Nagytótfalu
- Old
- Palkonya
- Pécsdevecser
- Peterd
- Rádfalva
- Siklós
- Siklósbodony
- Siklósnagyfalu
- Szaporca
- Szava
- Tésenfa
- Túrony
- Újpetre
- Villány
- Villánykövesd
- Vokány